# Оу Юйшань
Оу Юйшань (кит.: 欧钰珊 Ou Yushan, нар. 13 січня 2004, Гуансі, Китай) — китайська гімнастка. Багаторазова чемпіонка Літньої Універсіади, призерка юніорського чемпіонату світу. Учасниця Олімпійських ігор 2020 у Токіо, Японія.

## Спортивна кар'єра
З 2019 року визнана елітною спортсменкою на національному рівні.

#### 2019
На першому в історії юніорському чемпіонаті світу в Дьєрі, Угорщина, здобула срібні нагороди в командному багатоборстві та вільних вправах, у багатоборстві завершила змагання третьою.

#### 2021
На олімпійських випробовуваннях виступала з травмою ноги, тому не виконувала вільні вправи. На перших випробовуваннях перемогла у вправі на колоді з результатом 15,633 бали, на других продемонструвала третій результат з сумою 15,100 балів. Рішенням тренерського штабу включена четвертим номером до складу національної команди Китаю на Олімпійських іграх 2020 у Токіо, Японія.

## Результати на турнірах
| Рік                | Змагання                               | КБ | ІБ | Опорний стрибок | Різновисокі бруси | Колода | Вільні вправи |
| ------------------ | -------------------------------------- | -- | -- | --------------- | ----------------- | ------ | ------------- |
| Юніорські змагання |                                        |    |    |                 |                   |        |               |
| 2019               | Чемпіонат світу                        | 2  | 3  |                 | 5                 | 8      | 2             |
| Дорослі змагання   |                                        |    |    |                 |                   |        |               |
| 2021               | Чемпіонат Китаю                        | 1  | 6  |                 |                   |        | 8             |
| 2021               | Перше олімпійське випробовування Китаю |    | 8  | 2               |                   | 1      |               |
| 2021               | Друге олімпійське випробовування Китаю |    | 9  |                 |                   | 3      |               |
| 2021               | Олімпійські ігри                       | 7  |    |                 |                   |        |               |
| 2022               | Чемпіонат світу                        | 6  | 7  |                 |                   |        |               |
| 2023               | Універсіада                            | 1  | 1  |                 |                   | 1      | 1             |
| 2024               | Олімпійські ігри                       | 6  | 16 |                 |                   |        | 8             |